# Касаткін Лифтерій Матвійович
Лифтерій Матвійович Касаткін (нар. 1895, місто Вилкове Бессарабської губернії, тепер Кілійського району Одеської області — ?) — радянський діяч, новатор виробництва, голова риболовецького колгоспу імені Хрущова Кілійського району Ізмаїльської області. Депутат Верховної Ради УРСР 2-3-го скликань.

## Життєпис
Народився в родині рибака. Навчався у міській приходській школі. З десятирічного віку розпочав трудову діяльність. У 1905—1915 роках працював рибаком у господарів-рибопромисловців у Вилковому.
У 1915—1917 роках — рядовий матрос броненосця «Евстафий» російського Чорноморського флоту. Повернувшись у Вилкове, у 1918 році служив у червоногвардійському загоні. Потім працював рибаком. Декілька разів заарештовувався румунською окупаційною владою.
З 1940 року, після окупації Бессарабії радянськими військами, працював головою риболовецького колгоспу імені Хрущова міста Вилкове Кілійського району Ізмаїльської області.
Під час німецько-радянської війни евакуювався у 1941 році до Одеси, де був схоплений румунською поліцією і переправлений у в'язницю міста Вилкове. Через деякий час був випущений на волю, але вже 27 лютого 1942 року знову заарештований і відправлений у Кишинівський концентраційний табір. 10 грудня 1942 року засуджений на шість років каторжних робіт. Улітку 1944 році вийшов із в'язниці міста Дева у Румунії.
З вересня 1944 року — голова риболовецького колгоспу імені Хрущова міста Вилкове Кілійського району Ізмаїльської області.
Член ВКП(б) з 1947 року.

## Нагороди
- орден Трудового Червоного Прапора (23.01.1948)
- ордени
- медалі